# Ricardo Rodríguez Araya
Ricardo Iván Rodríguez Araya (ur. 25 sierpnia 1992 w Zurychu) – szwajcarski piłkarz pochodzenia chilijsko-hiszpańskiego, występujący na pozycji obrońcy w hiszpańskim klubie Real Betis oraz w reprezentacji Szwajcarii. Uczestnik Mistrzostw Świata w 2014, 2018 i 2022 roku oraz Mistrzostw Europy w 2016 i 2020 roku. 

## Kariera klubowa
Ricardo Rodríguez ma korzenie latynoskie – matka jest Chilijką, zaś ojciec Hiszpanem Wychowanek klubu FC Zürich, w styczniu 2012 przeniósł się do niemieckiego VfL Wolfsburg, a w 2017 do AC Milan. 

## Kariera reprezentacyjna
W reprezentacji Szwajcarii zadebiutował 7 października 2011 i rozegrał w niej jak dotychczas 29 meczów (stan na 27 marca 2015). Ma na koncie triumf w mistrzostwach świata do lat 17 w 2009.